# Rhododendron mucronulatum
Rhododendron mucronulatum är en ljungväxtart. Rhododendron mucronulatum ingår i släktet rododendron, och familjen ljungväxter.

## Underarter
Arten delas in i följande underarter:
- R. m. leucanthum
- R. m. mucronulatum
- R. m. sichotense
- R. m. chejuense
- R. m. ciliatum

## Bildgalleri

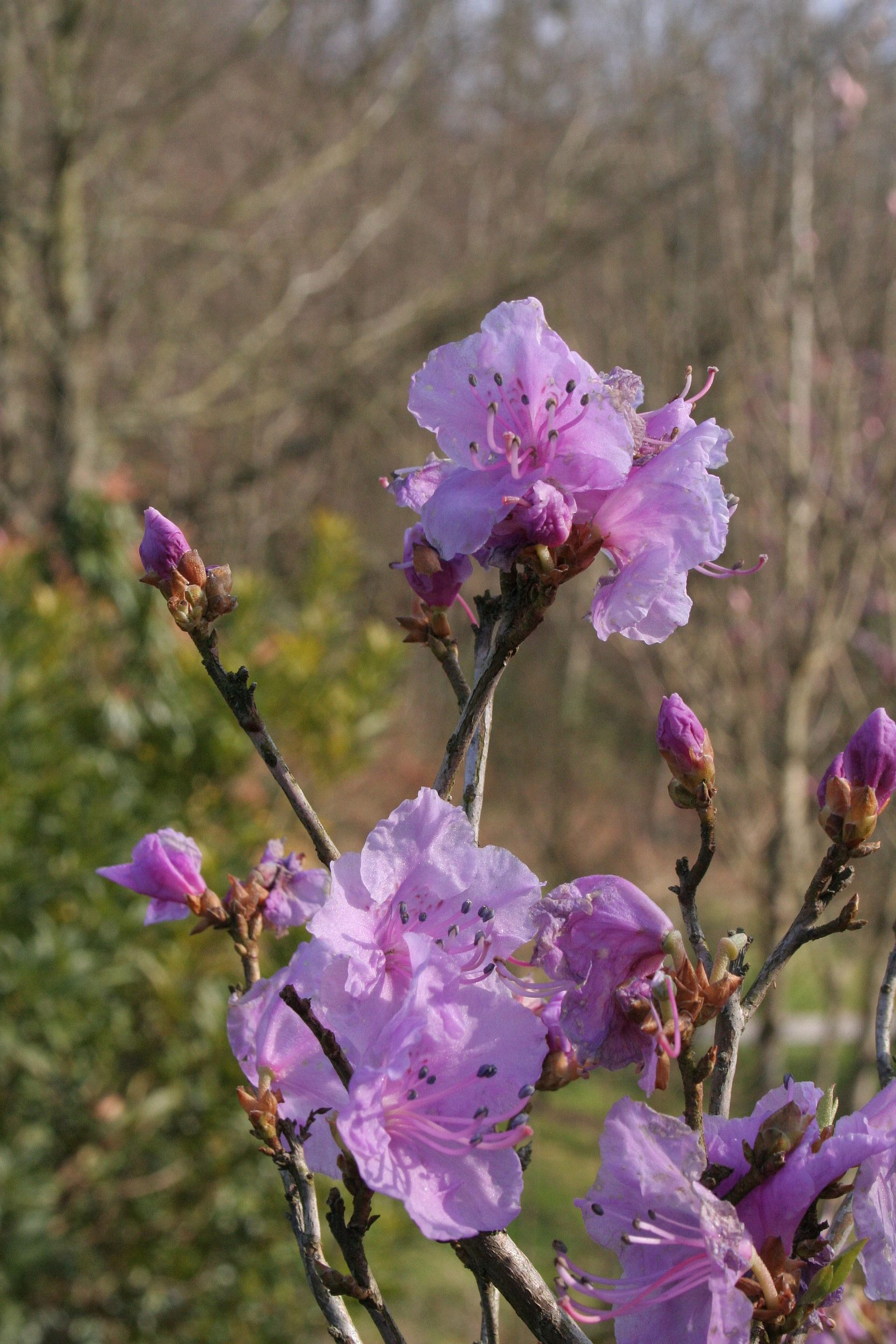
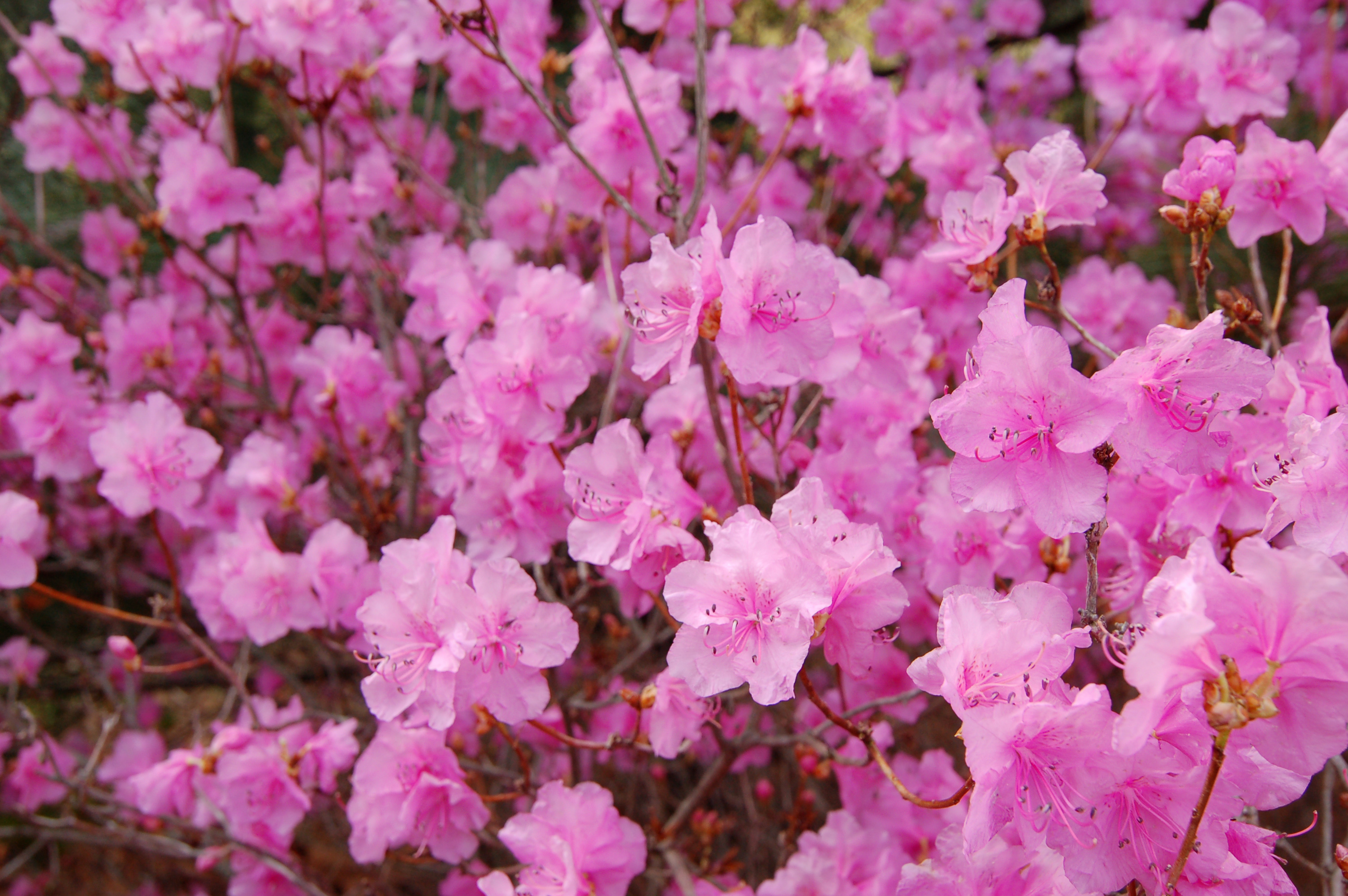
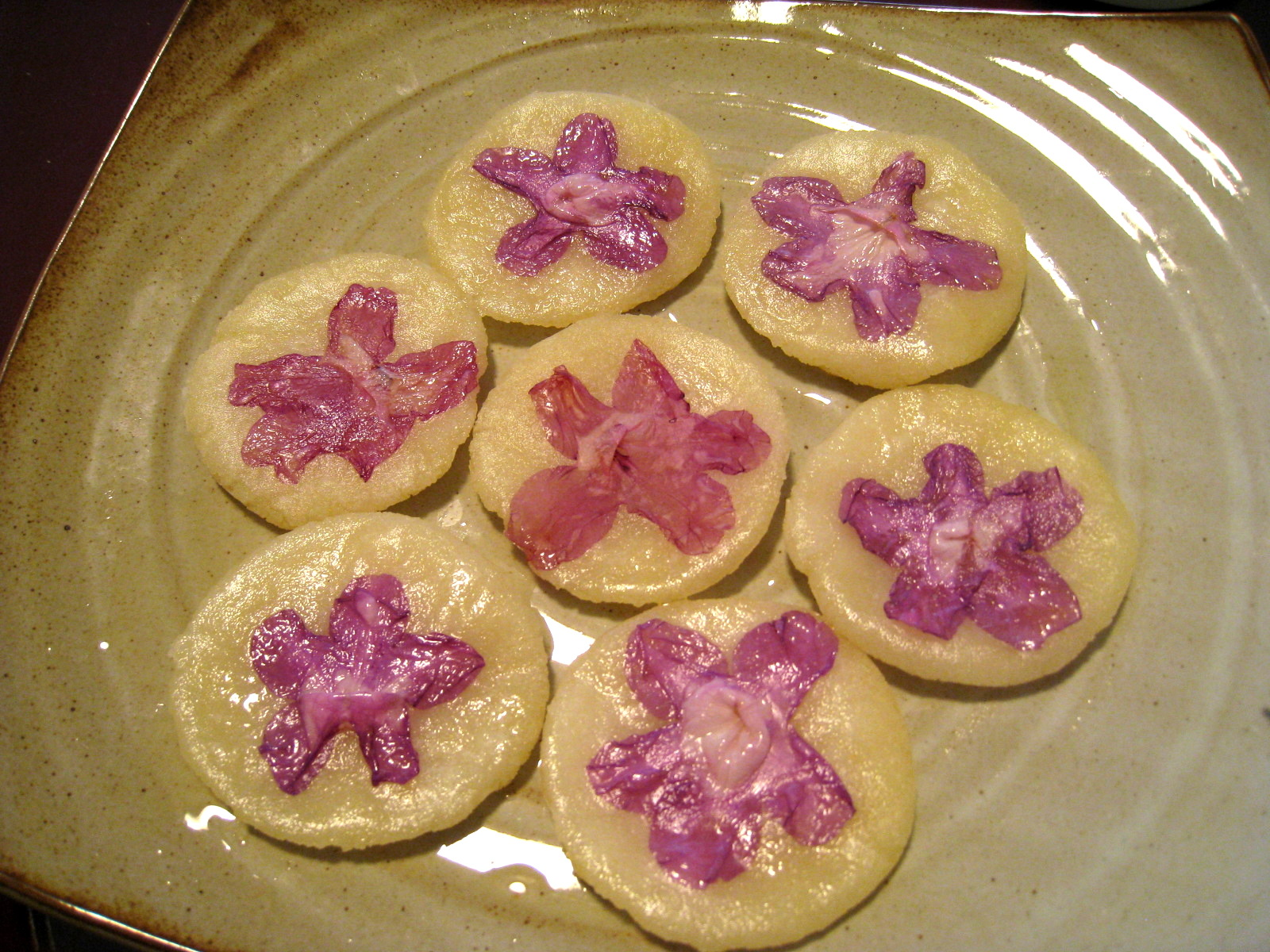
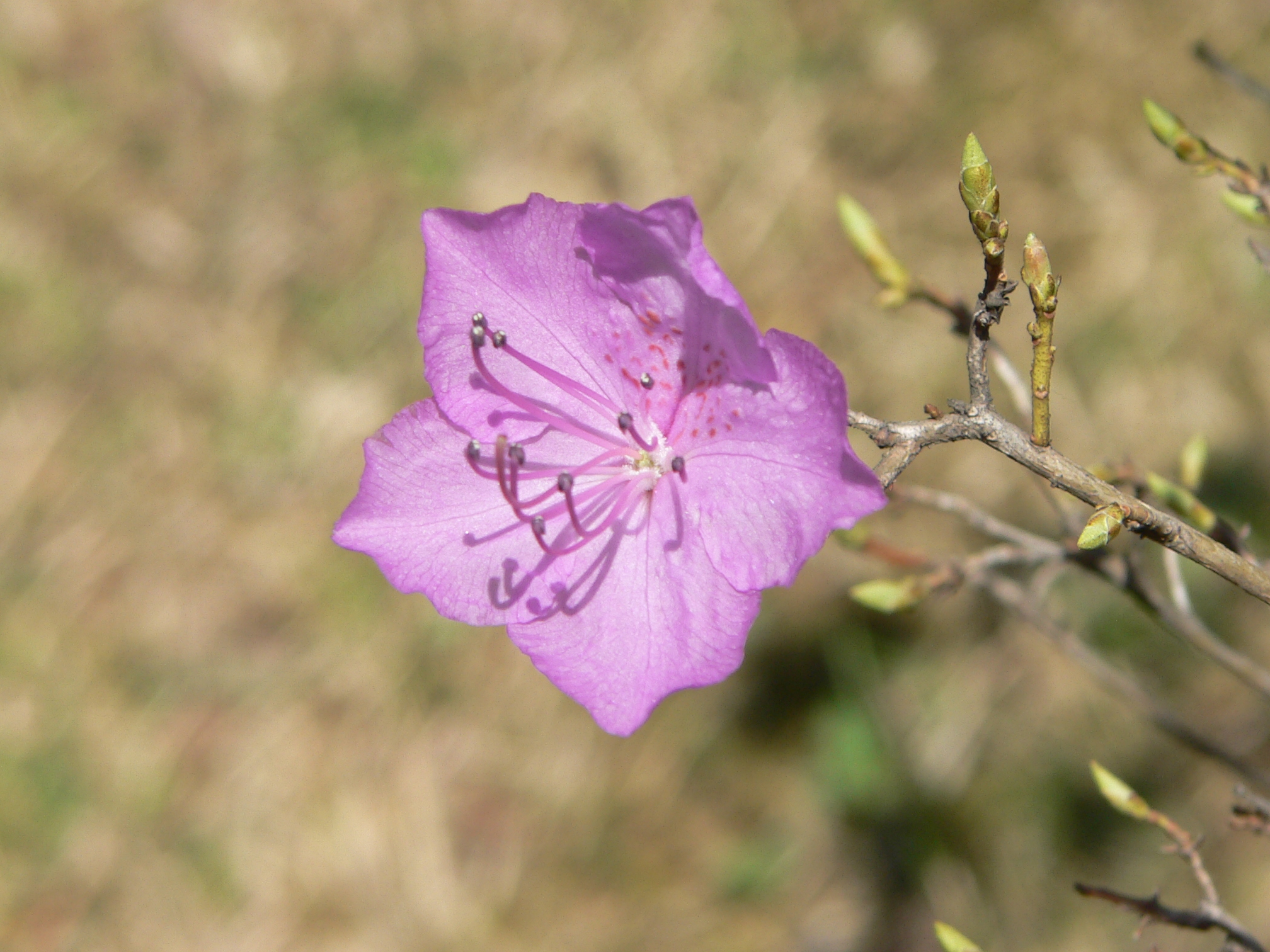
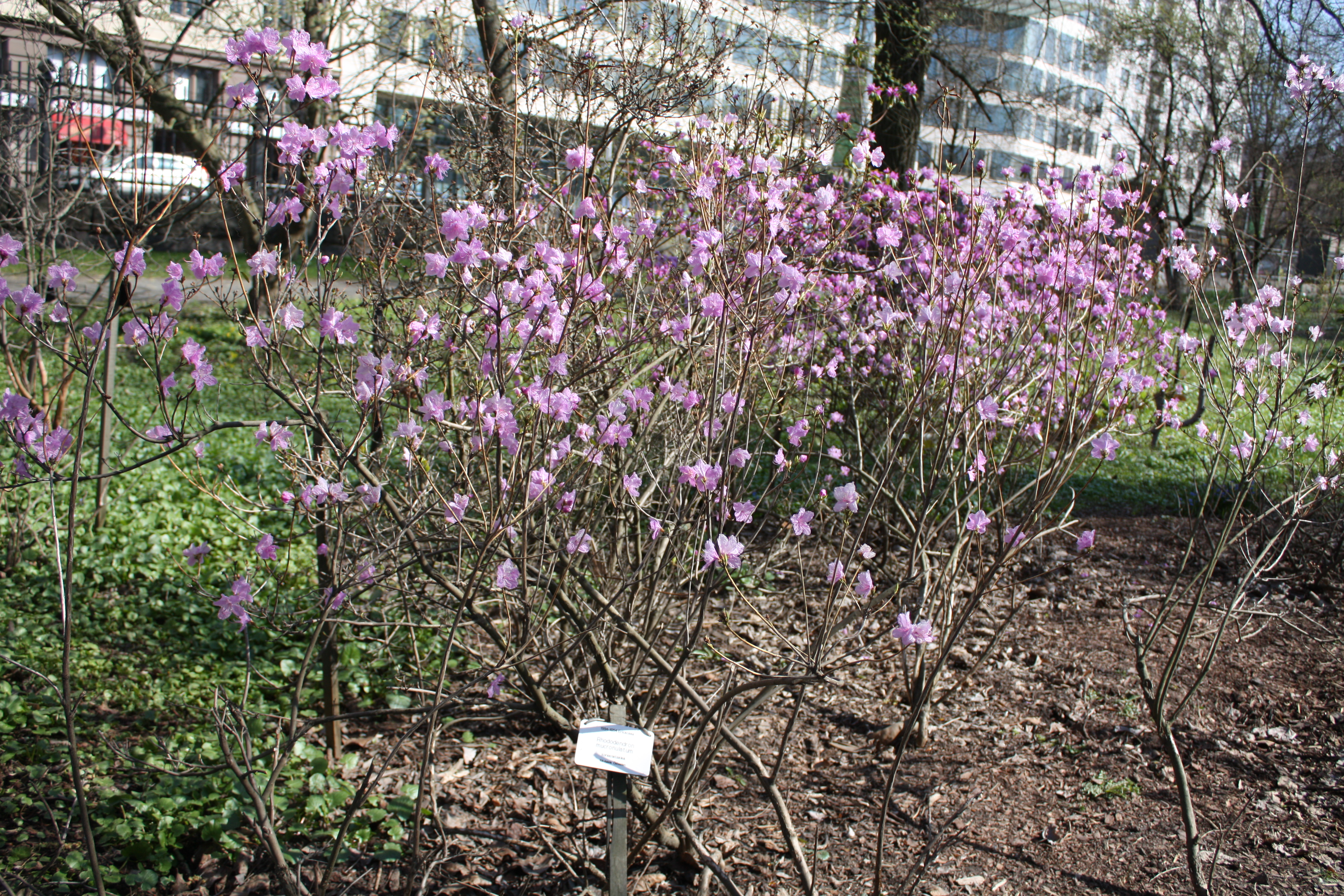
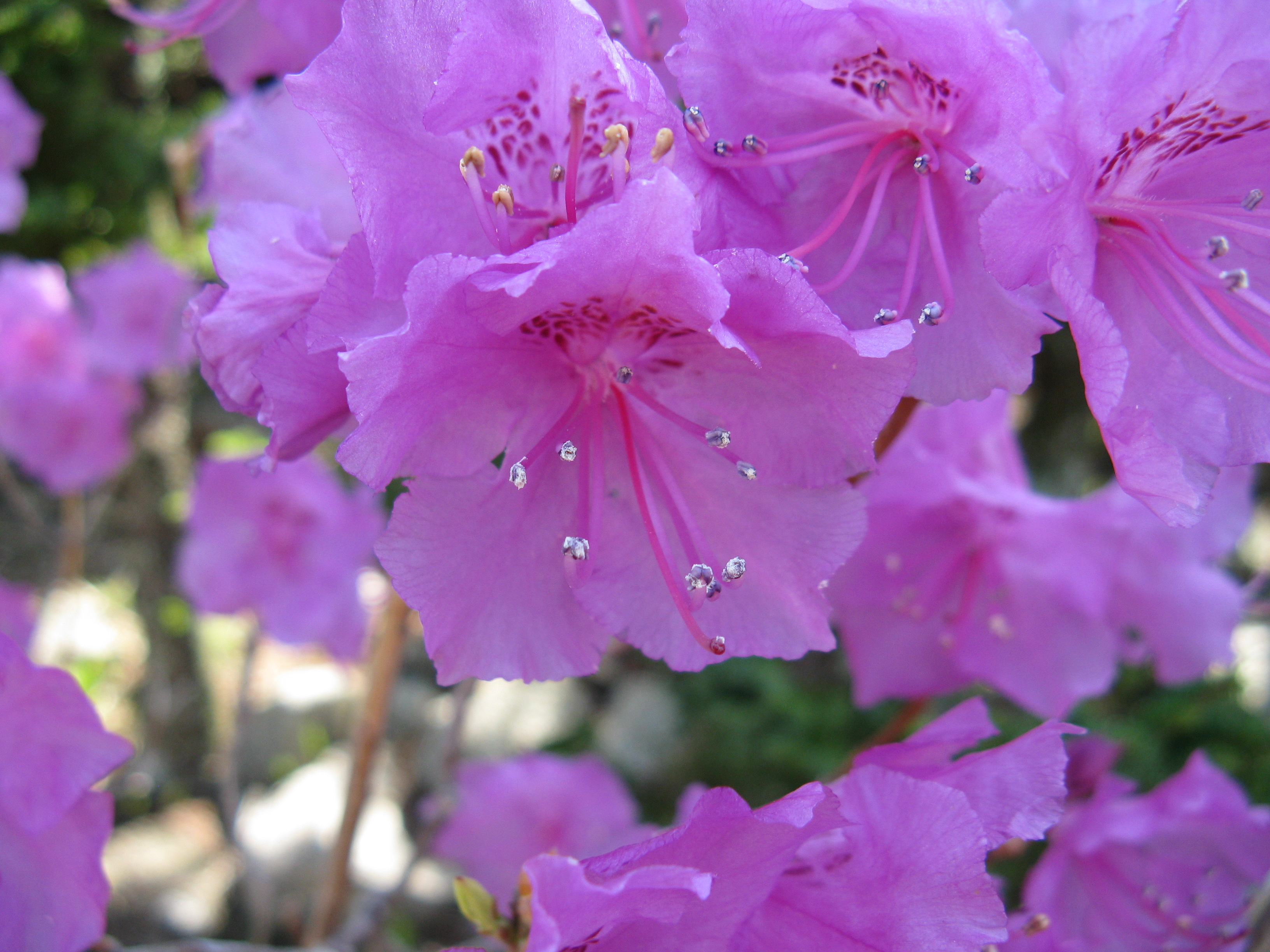